# Balestra aviglianese
La balestra aviglianese è un coltello-pugnale caratteristico di Avigliano, in provincia di Potenza. Ideato come strumento di difesa-offesa, più che un coltello è un "pugnale chiudibile" la cui lama slanciata e acuminata a "foglia d'ulivo" ne faceva un'arma molto efficace.

## Struttura
Il manico viene ricavato dal corno di bufalo maschio. La lama, in acciaio damascato, è leggermente arcuata, detta a "foglia (o fronda) d'ulivo", e presenta uno specifico meccanismo (lo "scrocco") per impedirne un'accidentale chiusura una volta aperta. La sua particolarità è l'apertura della molla in tre scatti che, nel tempo, hanno assunto anche un valore simbolico: il primo è un segnale di minaccia, il secondo è un lancio di sfida e il terzo sancisce l’inizio del duello.
I primi modelli di balestra, benché simili ai prototipi successivi, erano sprovvisti di molla e avevano un'apertura a due ribattini. Nel XVIII secolo, l'arma raggiunse i connotati per la quale è nota al giorno d'oggi.

## Storia

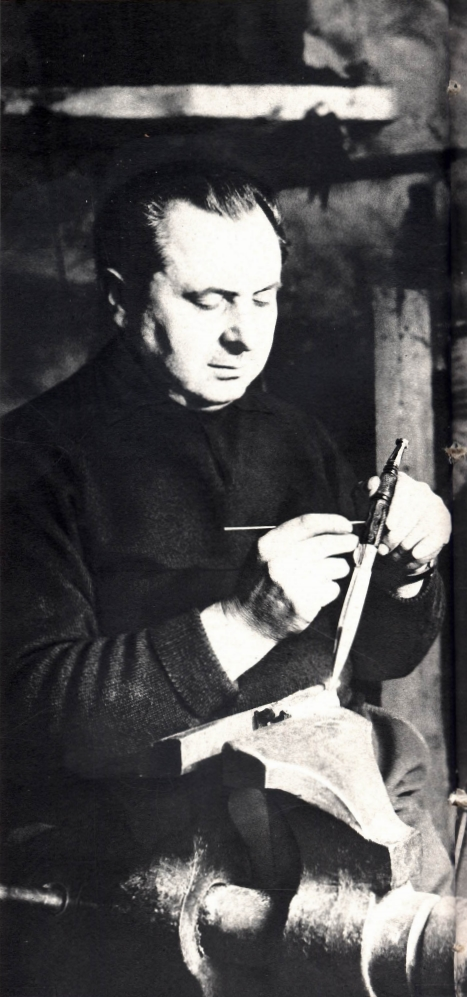
L'artigiano Giuseppe Galasso nella lavorazione di una balestra (1964)

Le origini della balestra (valestra in lucano) risalgono alla metà del XVII secolo. La leggenda vuole che sia stata inventata da un fabbro aviglianese per difendere l'onore di una donna della quale s'innamorò. I due decisero di sposarsi ma la donna era costretta allo ius primae noctis con il feudatario locale. Il fabbro le donò il pugnale con il quale la donna, giunta all'appuntamento con il signorotto, estrasse l'arma dalle vesti e lo ferì. Il notabile sarebbe morto dissanguato in una strada oggi nota come "Cavalcavia del Riscatto".
Che la narrazione sia veritiera o meno (lo ius primae noctis è considerato privo di fondamento dalla storiografia moderna), la balestra divenne il "coltello dell'amore": le donne la ricevevano come regalo di fidanzamento per difendere il proprio onore, un'usanza in voga almeno fino ai primi decenni del Novecento. Uno spaccato venne anche descritto da Tommaso Claps nella novella "La catena del mulino", in cui il personaggio di Cecilia porta alla cintola un «coltello paesano a fronda di ulivo», riferendosi alla forma della lama e del manico.
Al 1860, divenne l'arma dei patrioti lucani accorsi alla causa risorgimentale e, per ragioni di tempo, al corno di bufalo si sostituiva il legno per realizzare il manico. Nel periodo subito posteriore, la balestra equipaggiò la controparte reazionaria nell'epoca del brigantaggio postunitario, divenendo l'arma preferita dei capibanda Ninco Nanco e Carmine Crocco. Fu lo stesso Ninco Nanco, luogotenente di Crocco e originario di Avigliano, ad occuparsi dell'approvvigionamento. Tra XIX e XX secolo, la produzione dei coltelli fu una delle attività predominanti dell'artigianato aviglianese e divenne parte del folclore locale: un cimelio o arma da difesa per chi emigrava nelle Americhe e chi andava al fronte.
Tristemente nota e riportata nelle cronache giudiziarie sino alla metà del XX secolo e a seguito di maggiori restrizioni sull'uso delle armi, l'antica tradizione della balestra aviglianese si concluse negli anni sessanta.
Nel 1964, Giuseppe Grazzini di Epoca ne fece un reportage dal titolo "Il terribile coltello di Avigliano".
L'arte sopravvive ad oggi grazie ad alcuni artigiani tra Avigliano e Potenza ed è rivolta al mercato del collezionismo, nel quale la balestra è considerata un oggetto di altissimo pregio.